# Hyphessobrycon uruguayensis
Hyphessobrycon uruguayensis är en fiskart som först beskrevs av Fowler, 1943.  Hyphessobrycon uruguayensis ingår i släktet Hyphessobrycon och familjen Characidae. Inga underarter finns listade i Catalogue of Life.